# Stjepan Šćavničar
Stjepan Šćavničar (Štrigova, 31. listopada 1923. – Zagreb, 14. veljače 2011.) hrvatski akademik, vrsni mineralog i kristalokemičar, redoviti član Hrvatske akademije znanosti i umjetnosti u Razredu za prirodne znanosti.

## Životopis
Rodio se u Štrigovi 31. listopada 1923. godine. Na Geološkom odjelu Prirodoslovno-matematičkog fakulteta u Zagrebu diplomirao je 1951. godine iz mineraloško-petrografske struke, 1956. promoviran je u doktora kemijskih znanosti, a habilitirao se iz mineralogije.
Boravio je na specijalizaciji u Parizu (1956. – 1957.) u Laboratoriju za mineralogiju i kristalografiju na Sorboni i u Nacionalnom centru za telekomunikacijska istraživanja, te na studijskim putovanjima u Velikoj Britaniji (1960.). Od 1951. godine radio je u Mineraloško-petrografskom zavodu PMF-a u Zagrebu: kao asistent do 1960. godine, docent do 1965., izvanredni profesor do 1969., a do umirovljenja kao redovni profesor kristalografije i mineralogije. Od 2000. godine je professor emeritus Sveučilišta u Zagrebu.
Bio je pročelnikom mineraloško-petrografske sekcije, tajnikom i predsjednikom Hrvatskog geološkog društva, članom Hrvatskog geološkog društva, Hrvatskog kemijskog društva i Francuskog društva za mineralogiju i kristalografiju. Dobitnik je republičke nagrade „Ruđer Bošković“ 1971. godine i državne nagrada za životno djelo 1991. godine.
Prof. Ščavničar izabran je za izvanrednog člana 1973., a za redovitog člana Hrvatske akademije znanosti i umjetnosti 1990. godine.
Akademik Ščavničar sudjelovao je u rješavanju praktičnih pitanja važnih za radne organizacije u materijalnoj proizvodnji: fazni sastav tala, stijena, ruda, mineralnih sirovina, troske te industrijskih proizvoda: cementi, keramika, porculan, emajli, legure, polisintetski materijali. Bio je u vrhu naših stručnjaka iz područja mineralogije i kristala. U svom znanstvenom radu ogledao se i u petrologiji, kemiji i fizici. Najvrijedniji njegovi radovi su iz područja kristalnih struktura metodama difrakcije rendgenskih zraka i problemi kristalokemije koji su naišli i na zamjetan odjek u inozemstvu. Objavio je više od 60 znanstvenih radova, od čega preko polovine u vodećim međunarodnim časopisima.
Akademik Ščavničar bio je renomirani stručnjak i znanstveni radnik koji je znanstvenim radom i odgojem više od 20 mladih stručnjaka izvršio bitan utjecaj na razvitak kristalografije i mineralogije.
U Parizu 1956. godine s J.Wyartom prvi u svijetu sintetizira kristal berila hidrotermalnim putem.